# 朴英洙
朴英洙（韓語：박영수），韓國電視劇導演。

## 作品列表

### 電視劇
- 2005年：SBS《女王的條件》
- 2006年：SBS《突然有一天》
- 2008年：SBS《家門的榮光》
- 2010年：SBS《Oh My Lady》
- 2011年：SBS《我的女兒是花兒》
- 2014年：SBS《誘惑》
- 2019年：tvN《德魯納酒店》

### 製作人作品
- 2004年：SBS《最後的舞請與我一起》

### 總製作人作品
- 2015年：SBS《龍八夷》
- 2016年：SBS《嫉妒的化身》
- 2017年：SBS《理判事判》
- 2018年：SBS《Return》
- 2018年：SBS《胸腔外科-盜取心臟的醫生們》
- 2018年：SBS《皇后的品格》

## 外部連結
- NAVER （页面存档备份，存于）